# Académie Hanlin

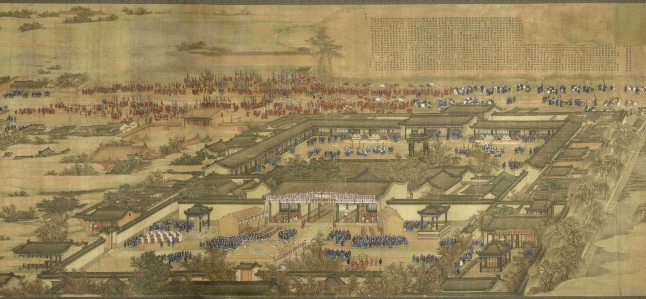
Peinture de l'Académie Hanlin, exposée au musée Cernuschi, peinte en 1744-1745 pendant la dynastie Qing.

L’Académie Hanlin (翰林院, pinyin : Hànlín Yuàn, « Institut de la Forêt des pinceaux ») est fondée par Tang Taizong (Li Shimin) (599-649) comme institut scientifique – un « Collège d'études littéraires », mais en réalité un conseil secret de l'empereur – s'institutionnalise en 718 pendant le règne de l'empereur Xuanzong de la dynastie Tang avec la charge de la mise en forme des documents officiels d'après l'interprétation des classiques confucéens. Après sa réforme en 725, elle est consultée pour le choix des plus hauts fonctionnaires. Dans la seconde moitié du VIIIe siècle le recrutement de l'Académie se fait sur examen. Elle est établie à la capitale, Bianliang (Kaifeng), en 984. L'Académie, à Kaifeng, se trouve alors non loin de la résidence de l'empereur, dans le quartier impérial.

## Histoire
Sous le règne de Xuanzong, après la très dure période de cabales sous l'impératrice Wu Zetian, l'Académie est recomposée d'hommes nouveaux, ouverte à des lettrés renommés pour leurs qualités d'artistes, de philosophes, pour leurs connaissances scientifiques et religieuses. Ils sont introduits au Collèges des études littéraires en tant que « Fonctionnaires attendants les ordres au Hanlin ». Plus tard les personnages de l'Académie les plus éminents sont désignés comme « Fonctionnaires se tenant à la disposition de l'Empereur au Hanlin ». Sous la dynastie des Song du Nord (960-1127) l'Académie Hanlin de peinture, un département de l'Académie Hanlin, est créée  par l'empereur Song Huizong (1100-1125), qui l'organise alors de manière extrêmement précise durant son règne.  
Les bâtiments font l'objet d'une restauration complète en 1744, sous l'empereur Qianlong, des Qing. Le banquet donné à cette occasion est commémoré dans une peinture conservée au musée Cernuschi, et qui donne une excellente image de l'Académie à cette époque. 
L'Académie et sa bibliothèque ont été détruits dans leur quasi-totalité par un incendie, déclenché par les forces chinoises lors d'une attaque menée à l'encontre de l'occupant britannique, pendant la révolte des Boxers. Une partie de l'Encyclopédie de Yongle a été ainsi détruite.
L'Académie a été fermée définitivement au moment de la révolution chinoise de 1911.

## Membres notoires
- Li Bai (701—762) - Poète.
- Bai Juyi (772—846) - Poète.
- Ouyang Xiu (1007—1072) - Historien.
- Shen Kuo (1031—1095) - Chancelier.
- Zhang Zeduan (1085—1145) - Peintre.
- Zhao Mengfu (1254—1322) - Peintre, calligraphe, poète (recteur, 1314–1320).
- Xu Xianqing (1537-1602) - homme d'État
- Zeng Guofan (1811-1872)
- Weng Tonghe (en) (1830—1904)
- Wang Yirong (1845—1900)
- Cai Yuanpei (1868—1940) - Professeur à l'Académie à 26 ans.